# Ainvelle (Haute-Saône)
Ainvelle ist eine Gemeinde im französischen Département Haute-Saône in der Region Bourgogne-Franche-Comté.

## Geographie
Ainvelle liegt auf einer Höhe von 275 m über dem Meeresspiegel, zehn Kilometer westnordwestlich von Luxeuil-les-Bains und etwa 26 Kilometer nordnordöstlich der Stadt Vesoul (Luftlinie). Das Dorf erstreckt sich im nördlichen Teil des Departements, auf dem Plateau zwischen den Niederungen von Lanterne im Süden und Sémouse im Norden.
Die Fläche des 6,75 km² großen Gemeindegebiets umfasst einen Abschnitt in der leicht gewellten Landschaft nördlich der Talebene der Lanterne. Die nordwestliche Grenze verläuft teilweise entlang der Sémouse, die hier durch eine Alluvialniederung nach Südwesten zur Lanterne fließt. Die Talebene liegt auf durchschnittlich 230 m und weist eine Breite von rund zwei Kilometern auf. Sie wird teils landwirtschaftlich genutzt, teils ist sie mit Auenwald bestanden. Unterhalb von Ainvelle mündet von Osten her die Combeauté.
Vom Flusslauf erstreckt sich das Gemeindeareal südostwärts über die Talaue und eine ungefähr 40 m hohe Geländestufe auf das angrenzende Plateau von Ainvelle. Es besteht aus einer Wechsellagerung von sandig-mergeligen und kalkigen Sedimenten, die während der Lias (Unterjura) abgelagert wurden. Das Plateau wird durch mehrere Talmulden untergliedert, die sich zur Sémouse hin öffnen. Auf der Anhöhe Derrière les Maisons nördlich des Dorfes wird mit 298 m die höchste Erhebung von Ainvelle erreicht. Die östliche Abgrenzung verläuft im Bois de Varenne.
Nachbargemeinden von Ainvelle sind Saint-Loup-sur-Semouse im Norden, Francalmont im Osten, Briaucourt im Süden sowie Plainemont und La Pisseure im Westen.

## Geschichte
Das Gemeindegebiet von Ainvelle war schon in prähistorischer Zeit besiedelt. Es wurden Überreste eines gallorömischen Landgutes und ein Gräberfeld aus der Merowingerzeit auf der Flur Champ-Leclerc gefunden. Bereits im 9. Jahrhundert wird die Kirche von Ainvelle erwähnt, die unter dem Schutz des Klosters Luxeuil stand. Im Mittelalter gehörte das Dorf zur Freigrafschaft Burgund und darin zum Gebiet des Bailliage d’Amont. Die lokale Herrschaft hatte die Adelsfamilie von Ainvelle inne, deren Existenz seit 1208 belegt ist. Zusammen mit der Franche-Comté gelangte der Ort mit dem Frieden von Nimwegen 1678 definitiv an Frankreich.

## Bevölkerung
| Jahr                       | 1962 | 1968 | 1975 | 1982 | 1990 | 1999 | 2006 | 2019 |
| Einwohner                  | 164  | 157  | 155  | 191  | 206  | 219  | 169  | 148  |
| Quellen: Cassini und INSEE |      |      |      |      |      |      |      |      |

Mit 148 Einwohnern (1. Januar 2022) gehört Ainvelle zu den kleinen Gemeinden des Départements Haute-Saône. Nachdem die Einwohnerzahl in der ersten Hälfte des 20. Jahrhunderts deutlich abgenommen hatte (1886 wurden noch 301 Personen gezählt), wurde von 1975 bis 2000 wieder ein Bevölkerungswachstum verzeichnet. Seither ist erneut ein rückläufiger Trend zu beobachten.

## Sehenswürdigkeiten
Die Kirche Mariä Himmelfahrt von Ainvelle besitzt einen Chorraum im gotischen Flamboyantstil, ein im 18. Jahrhundert neu erbautes Schiff und Fassade sowie Turm aus dem 19. Jahrhundert. Sie beherbergt eine Christusstatue aus Holz (16. Jahrhundert), ein Taufbecken und ein Ziborium aus dem 17. Jahrhundert sowie einen Altar aus dem 18. Jahrhundert. Nahe bei der Kirche steht ein Herrschaftshaus mit zwei Türmchen (frühes 18. Jahrhundert). Ebenfalls sehenswert sind das Maison Chalot, dessen älteste Teile aus der Renaissance stammen, und die Notre-Dame de la Grotte. Ainvelle ist Standort eines archäologischen Museums.

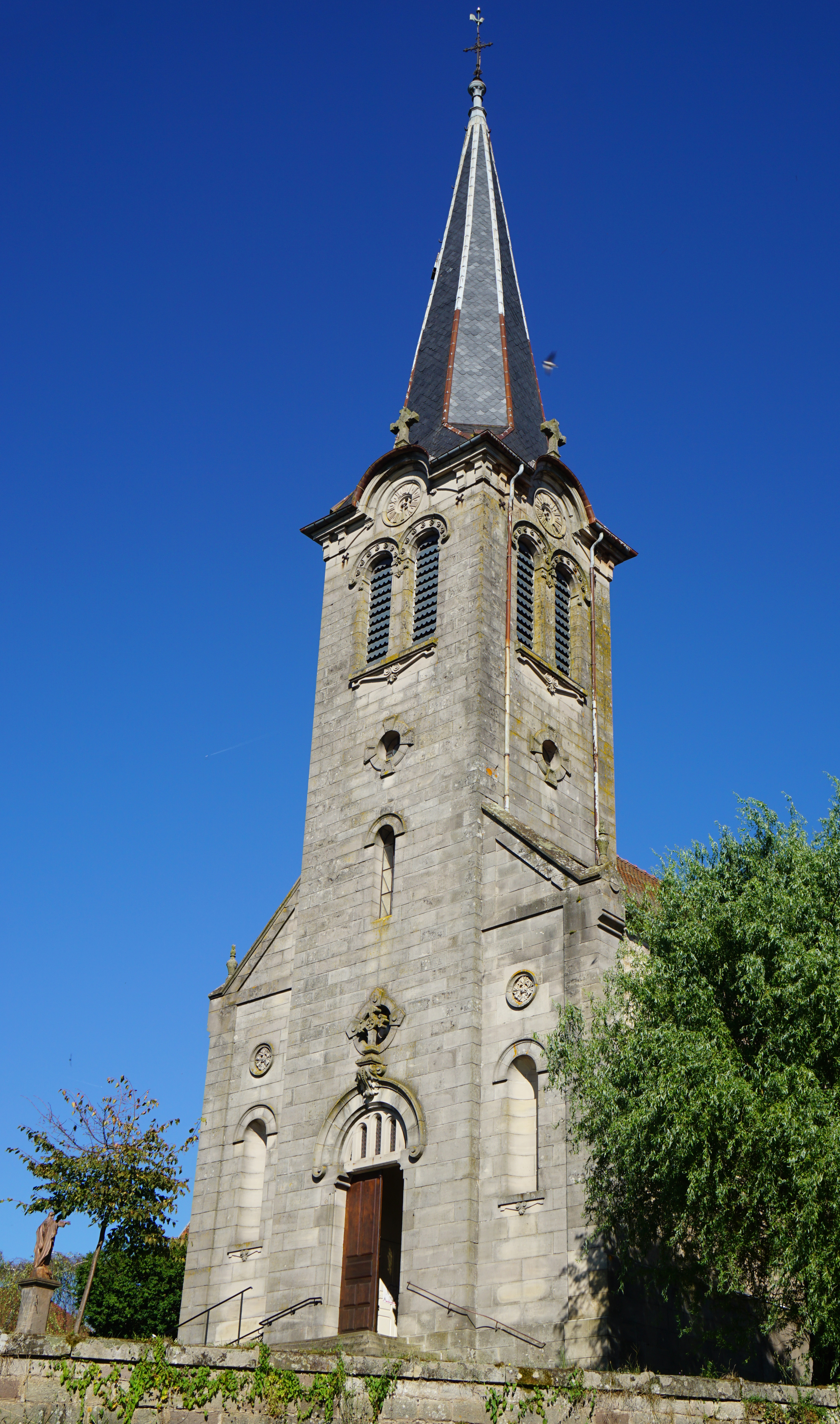
Kirche Mariä Himmelfahrt
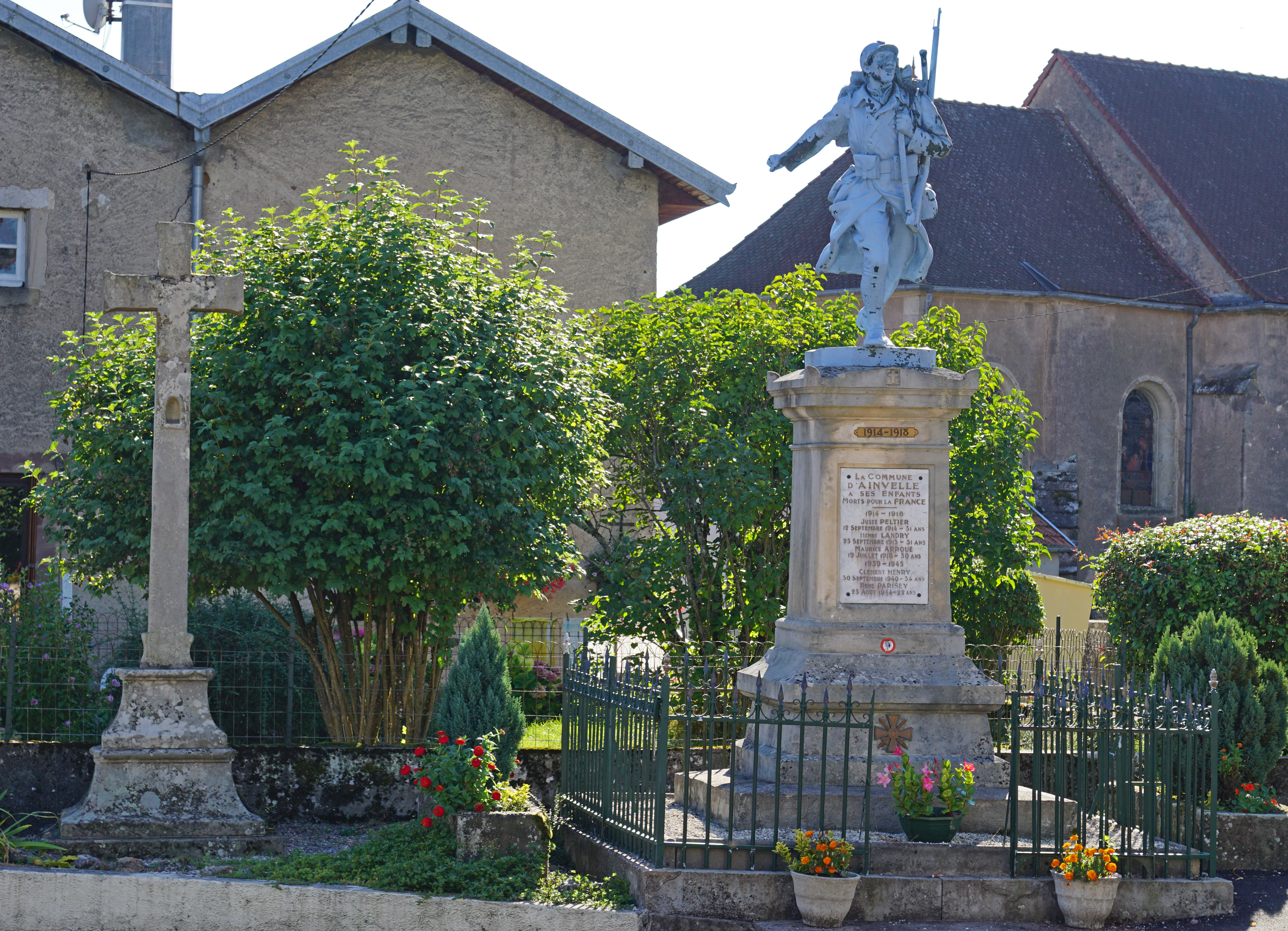
Gefallenendenkmal
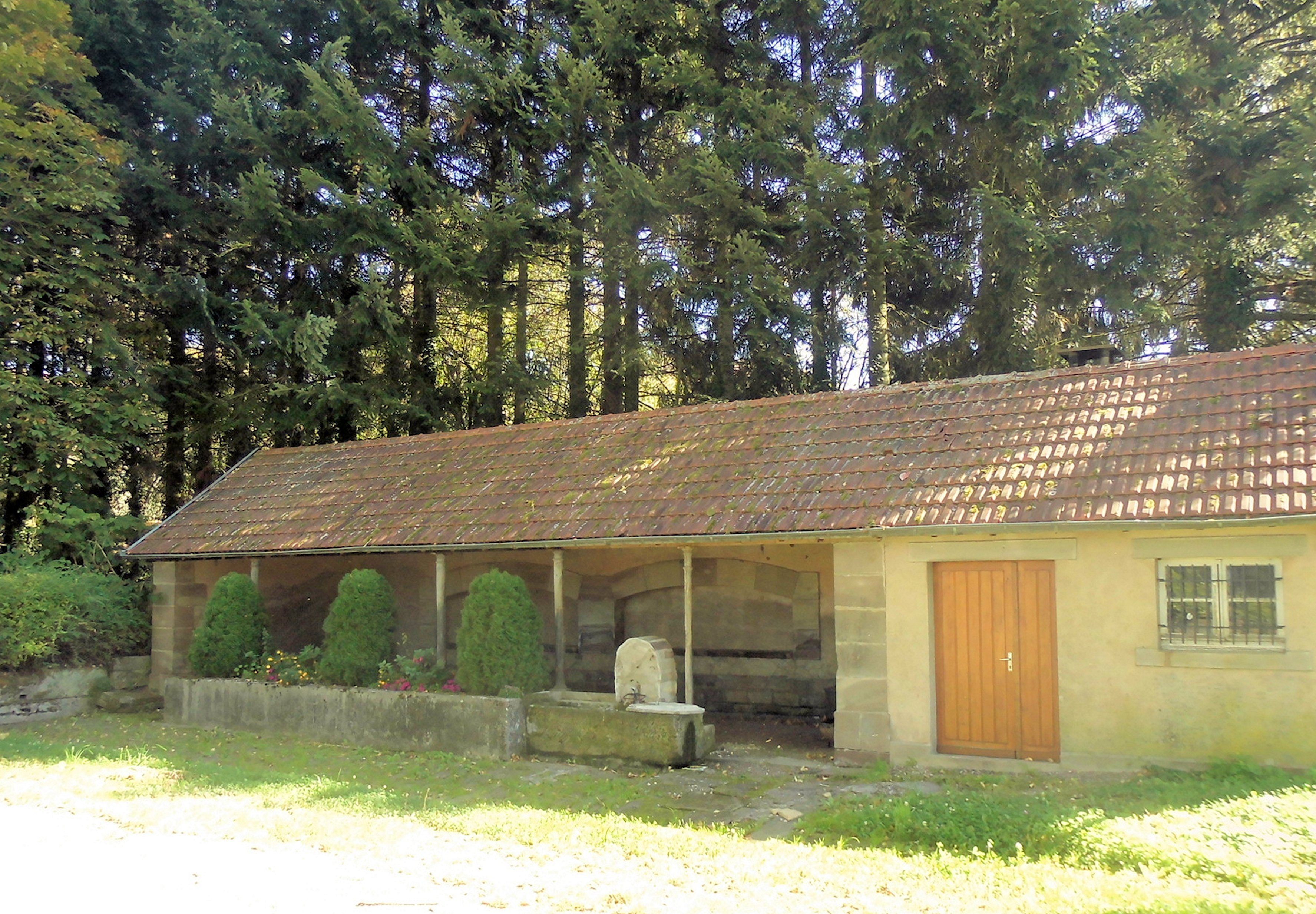
Lavoir
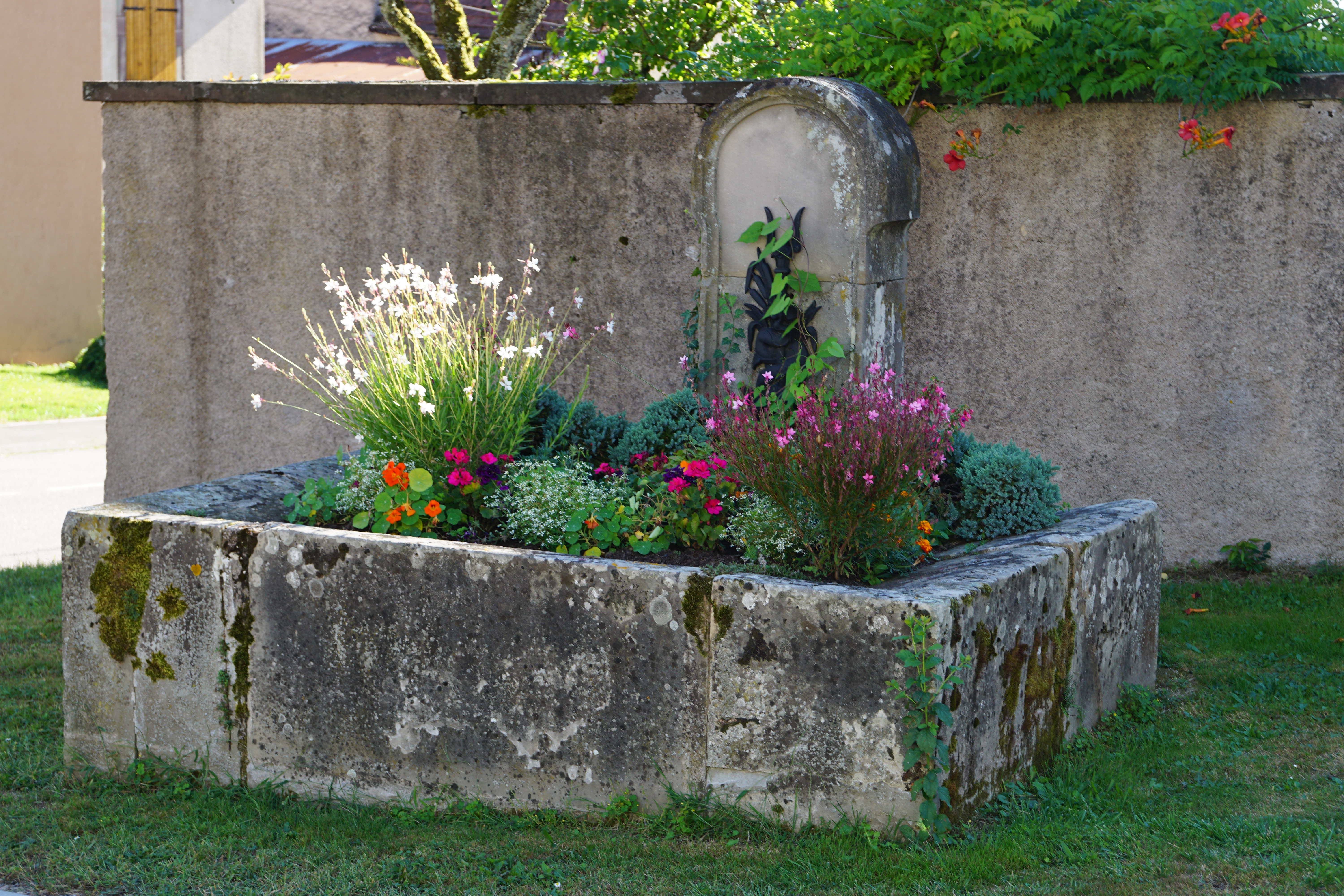
Alter Brunnen

## Wirtschaft und Infrastruktur
Ainvelle war bis weit ins 20. Jahrhundert hinein ein vorwiegend durch die Landwirtschaft (Ackerbau, Obstbau und Viehzucht) und die Forstwirtschaft geprägtes Dorf. Heute gibt es einige Betriebe des lokalen Kleingewerbes, darunter eine Sägerei. In den letzten Jahrzehnten hat sich das Dorf zu einer Wohngemeinde gewandelt. Viele Erwerbstätige sind deshalb Wegpendler, die in den größeren Ortschaften der Umgebung ihrer Arbeit nachgehen.
Die Ortschaft liegt abseits der größeren Durchgangsachsen nahe einer Departementsstraße, die von Vesoul nach Saint-Loup-sur-Semouse führt. Weitere Straßenverbindungen bestehen mit Briaucourt, Francalmont und La Pisseure.